# Bargengau
Der Bargengau wurde im 10. und 11. Jahrhundert als Grafschaft Bargen durch die Konradiner geschaffen und 965 erstmals als solcher anlässlich einer Schenkung von König Rudolf II. an das Kloster Moutier-Grandval erwähnt. Er umfasste die Region des mittleren Jura bis zur Stockhornkette und der Aare als östliche Begrenzung.

## Weblink
- Anne-Marie Dubler: Bargen (Grafschaft). In: Historisches Lexikon der Schweiz.